# Stefan Schneider (Segler)
Stefan Schneider (* 19. November 1969 in Berlin) ist ein deutscher Segler.

## Leben
Stefan Schneider ist mit Vivien Kussatz verheiratet und lebt in Bad Saarow. Er startet für den Spandauer Yacht-Club in Berlin. Schneider begann im Alter von sieben Jahren seine Segelkarriere im Einmann-Jüngstenboot Optimist auf dem heimischen Tegeler See. Seit 1985 segelte er in der Europe Jolle, vier Jahre später wechselte er in die olympische 470er Jolle, in der er mit Frank Thieme 1999 Deutscher Vizemeister am Starnberger See wurde. 2002 belegte er am Scharmützelsee bei den Deutschen Meisterschaften Rang 3. 2004 wurde er am Bodensee Deutscher Meister im 470er. 2007 gewann er mit Frank Thieme die Goldmedaille beim World Master Cup (die Weltmeisterschaft Ü30) der 470er am Braccianosee in Italien.
Seit 2006 steuert er auf Regatten ein Nordisches Folkeboot, mit dem er 2009 in Berlin Deutscher Meister wurde. 2011 wiederholte er auf der  Möhnetalsperre den Erfolg und wurde mit Günter Dörband und Rainer Birkestock abermals Deutscher Meister. 2011 gewann er mit Günter Dörband und Frank Thieme den Goldpokal (die inoffizielle Weltmeisterschaft) der Nordischen Folkeboote auf der Ostsee vor Travemünde.